# 루이스 구티에레즈

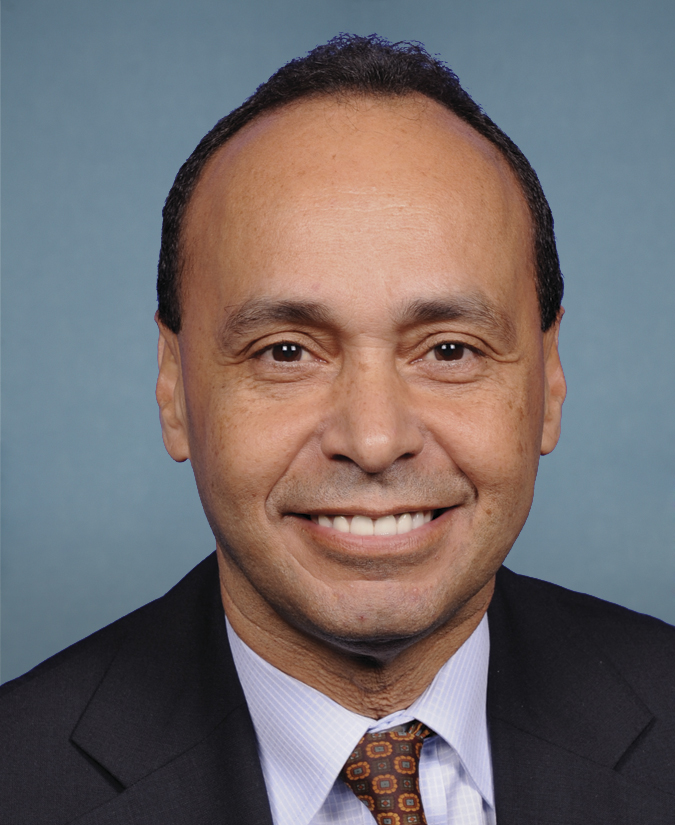

루이스 빈센테 구티에레즈 (1953년 12월 10일 생)은 미국의 연방 하원 의원이다. 민주당 소속이며 1993년부터 일리노이 주의 4번 지구를 대표하고 있다.
구티에레즈는 일리노이주 시카고에서 태어났다. 노스웨스턴 대학에서 1975년에 태어나 고등학교 교사와 주 정부 복지사 일을 하다 정치에 뛰어들게 되었다.
이민 개혁과 드림 법안의 지지자로서 널리 알려져 있다.

## 역대 선거 결과
| 선거명      | 직책명                        | 대수  | 정당   | 득표율  | 득표수    | 결과 | 당락                     |
| ----------- | ----------------------------- | ----- | ------ | ------- | --------- | ---- | ------------------------ |
| 1986년 선거 | 시의원 (시카고 제26선거구)    | 104대 | 무소속 | 53.15%  | 7,429표   | 1위  |                          |
| 1991년 선거 | 시의원 (시카고 제26선거구)    | 105대 | 무소속 | 71.73%  | 5,239표   | 1위  |                          |
| 1992년 선거 | 하원의원 (일리노이 제4선거구) | 103대 | 민주당 | 77.57%  | 90,452표  | 1위  | 일리노이주 하원의원 당선 |
| 1994년 선거 | 하원의원 (일리노이 제4선거구) | 104대 | 민주당 | 75.22%  | 46,695표  | 1위  | 일리노이주 하원의원 당선 |
| 1996년 선거 | 하원의원 (일리노이 제4선거구) | 105대 | 민주당 | 93.57%  | 85,278표  | 1위  | 일리노이주 하원의원 당선 |
| 1998년 선거 | 하원의원 (일리노이 제4선거구) | 106대 | 민주당 | 81.75%  | 54,244표  | 1위  | 일리노이주 하원의원 당선 |
| 2000년 선거 | 하원의원 (일리노이 제4선거구) | 107대 | 민주당 | 88.63%  | 89,487표  | 1위  | 일리노이주 하원의원 당선 |
| 2002년 선거 | 하원의원 (일리노이 제4선거구) | 108대 | 민주당 | 79.68%  | 67,339표  | 1위  | 일리노이주 하원의원 당선 |
| 2004년 선거 | 하원의원 (일리노이 제4선거구) | 109대 | 민주당 | 83.71%  | 104,761표 | 1위  | 일리노이주 하원의원 당선 |
| 2006년 선거 | 하원의원 (일리노이 제4선거구) | 110대 | 민주당 | 85.84%  | 69,910표  | 1위  | 일리노이주 하원의원 당선 |
| 2008년 선거 | 하원의원 (일리노이 제4선거구) | 111대 | 민주당 | 80.61%  | 112,529표 | 1위  | 일리노이주 하원의원 당선 |
| 2010년 선거 | 하원의원 (일리노이 제4선거구) | 112대 | 민주당 | 77.36%  | 63,273표  | 1위  | 일리노이주 하원의원 당선 |
| 2012년 선거 | 하원의원 (일리노이 제4선거구) | 113대 | 민주당 | 83.00%  | 133,226표 | 1위  | 일리노이주 하원의원 당선 |
| 2014년 선거 | 하원의원 (일리노이 제4선거구) | 114대 | 민주당 | 78.15%  | 79,666표  | 1위  | 일리노이주 하원의원 당선 |
| 2016년 선거 | 하원의원 (일리노이 제4선거구) | 115대 | 민주당 | 100.00% | 171,297표 | 1위  | 일리노이주 하원의원 당선 |